# David Moncoutié

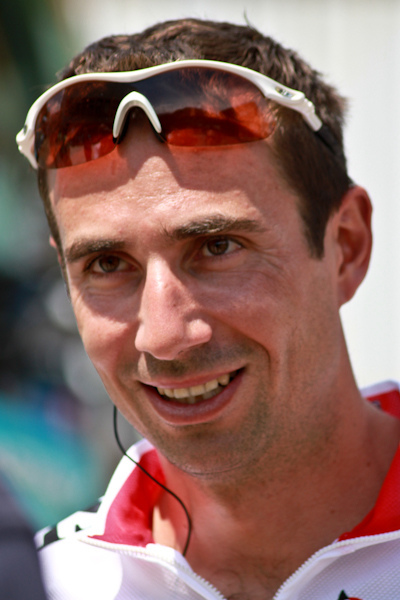
David Moncoutié beim Criterium du Dauphiné Libéré 2011

David Moncoutié [daˈvid mõkuˈtje] (* 30. April 1975 in Provins, Département Seine-et-Marne) ist ein ehemaliger französischer Radrennfahrer. 
Bei der Tour de France 2004 gelang David Moncoutié auf der 11. Etappe von Saint-Flour nach Figeac sein erster Etappensieg bei dieser Rundfahrt. Er beendete die Rundfahrt auf dem 34. Gesamtrang. Ein Jahr später, bei der Tour de France 2005, gewann er am französischen Nationalfeiertag die 12. Etappe nach Digne-les-Bains.
Als Spezialist für die Berge gewann Moncoutié zweimal die Bergwertung von Paris–Nizza und viermal die Bergwertung der Vuelta a España 2008, 2009, 2010 und 2011 sowie vier Vuelta-Bergetappen.
Von Moncoutié wurde während seiner Karriere kein positiver Dopingtest bekannt, er wurde auch sonst nicht verbotener Dopingmethoden verdächtigt und gilt nach Bekundungen zahlreicher Zeugen als "sauberer" Fahrer.
Moncoutié fuhr von Beginn seiner Profikarriere im Jahre 1997 an für das französische Team Équipe Cofidis. Ende der Saison 2012 beendete er seine Karriere als Berufsradfahrer.

## Erfolge
1999
- eine Etappe Dauphiné Libéré

2000
- eine Etappe Tour de l’Avenir

2001
- eine Etappe Tour de Limousin

2002
- eine Etappe Critérium International
- Gesamtwertung und eine Etappe Clásica Alcobendas

2003
- eine Etappe Mittelmeer-Rundfahrt
- Grand Prix di Lugano
- eine Etappe Route du Sud

2004
- eine Etappe Tour de France

2005
- Bergwertung Paris-Nizza
- eine Etappe Baskenland-Rundfahrt
- eine Etappe Tour de France

2006
- Bergwertung Paris-Nizza

2008
- eine Etappe und  Bergwertung Vuelta a España

2009
- eine Etappe Mittelmeer-Rundfahrt
- eine Etappe Critérium du Dauphiné Libéré
- eine Etappe und  Bergwertung Vuelta a España

2010
- Gesamtwertung und eine Etappe Route du Sud
- eine Etappe und  Bergwertung Vuelta a España

2011
- Gesamtwertung und eine Etappe Mittelmeer-Rundfahrt
- Gesamtwertung Tour de l’Ain
- eine Etappe und  Bergwertung Vuelta a España

## Platzierungen bei den Grand Tours
| Grand Tour            | 2000 | 2001 | 2002 | 2003 | 2004 | 2005 | 2006 | 2007 | 2008 | 2009 | 2010 | 2011 | 2012 |
| --------------------- | ---- | ---- | ---- | ---- | ---- | ---- | ---- | ---- | ---- | ---- | ---- | ---- | ---- |
| Giro d’ItaliaGiro     | –    | –    | –    | –    | –    | –    | –    | –    | –    | –    | 68   | –    | –    |
| Tour de FranceTour    | 75   | 48   | 13   | 43   | 34   | 67   | 58   | –    | 42   | 58   | –    | 41   | WD   |
| Vuelta a EspañaVuelta | –    | –    | –    | –    | –    | –    | –    | –    | 8    | 27   | 14   | 37   | 109  |

## Teams
- 1997–2008 Cofidis-Le Crédit par Téléphone
- 2009–2012 Cofidis, le Crédit en Ligne